# 1967年の日本の女性史
1967年の日本の女性史（1967ねんのにほんのじょせいし）は、1967年（昭和42年）の日本における女性に関するできごとを時系列的に挙げる。参考文献は日本の女性史年表を参照のこと。
本項目は歴史研究としての女性史ではなく、日本における女性に関するできごとをある体系に基づいて述べようとするものではない。

## 1-3月
- 1月29日 衆議院議員総選挙、女性7人当選、日本社会党6、民社党1。投票率女73.28％、男74.75％。
- 1月30日 大阪高等裁判所、時間外労働に関する労使協約を無視して女子に労働させた場合、たとえ労働基準法制限時間内でも違反と判決。甲陽ゴム工業問題で。
- 2月2日 ベトナム話し合いの会、在日米兵を通じてアメリカの母や妻に"戦争でなく平和を"のカードを送る運動の推進決定。2月12日 横須賀で配付。
- 2月8日 全日本婦人連盟、都知事選挙で「都庁にアカハタを立てさせるな」と理事会決定。
- 2月14日 女性通信士、「海の職場でも働けるように」と全日本海員組合四国支部に訴える。
- 2月16日 主婦連、牛乳値上げ反対を表明。2月22日 「一律卸価格」は違反と公正取引委員会へ提訴。2月25日 消費者の牛乳会議開催。4月12日 値上げ反対パレード、値上げ分の不払いなどを決定。
- 2月22日 主婦連、漂白パンに使用されている過酸素ベンゾールはビタミンCを壊すとして、漂白パン追放運動推進を決議。
- 2月23日 第3回出稼ぎ者総決起大会、総評・中央労農会議主催。留守家族を代表して4人の主婦が訴え。
- 2月25日 稲沢女子短期大学、繊維工場で働く女性のため、2交代勤務に合わせて学科を開設。
- 2月- 雑誌『主婦の友』パートタイマー特集「家庭と職業を両立させるパートタイムの実例集」掲載。
- 2月- 山口県の漁村に婦人だけの防火隊誕生。
この頃、出稼ぎに伴う自衛消防隊つくりが盛んに。
- 3月8日 国際婦人デー中央集会「世界の婦人と手をつなぎ、平和と独立・婦人の解放をかちとろう」、3000人参加、各地で記念集会。
- 3月9-10日 第3回内職大会、総評主婦の会等主催。最低工賃75円要求など7項目申合わせ。
- 3月13日 閣議「経済社会発展計画」決定、婦人の能力の有効な活用のため社会教育活動の強化・勤労婦人の職場における環境整備・農村の生活改善運動・保育所の増設などの施策推進をうたう。
- 3月20日 日本婦人有権者同盟等7婦人団体、共和製糖事件の相沢重明議員の除名を参議院に申入れ。
- 3月25日 甲府市教育委員会、甲府市立春日小学校を女教師ばかりのモデル校とするための人事異動を発令、PTAの猛反対で構想流れる。
- 3月25日 日本政府、太平洋戦争の沖縄戦で看護婦として動員され玉砕したひめゆり部隊などの女子学生88人に勲8等宝冠章を叙勲。11月26日 特攻隊員にも。
- 3月31日 家庭生活問題審議会中間答申、福祉国家の基盤として家庭を位置づける。翌1968年3月27日 本答申。

## 4-6月
- 4月4-5日 第17回日本医学会総会、シンポジウムの一つとして「最近の婦人労働の実態と健康保護」開催、森山豊「働く主婦の妊娠中の問題」を研究発表。
- 4月6日 婦人団体連合会（婦団連）など、総評婦人対策部に「はたらく婦人の中央集会」の統一を呼びかける。しかし、統一ならず。
- 4月7日 厚生省、全国33ヶ所の保育所で400人の0歳児入所決定。保育所緊急整備5ヶ年計画スタート。
- 4月8日 国連NGO国内婦人委員会、婦人問題の分析の研究の結果をまとめた「婦人の地位の現状と展望--明日の婦人のために」を労働大臣に提出。
- 4月10-16日 第19回婦人週間、「婦人の能力を生かす--ゆたかな人生のために、あすの日本のために」
- 4月15日 統一地方選挙、婦人30人当選、都知事選で婦人の投票率69.53%、男67.81%を上回る。
- 4月19日 大阪地方裁判所、幼女の事故死賠償訴訟で賠償額を差し引く判決。女性は結婚してのち無収入という理由。
"内助の功はタダなのか"と批判が出たが、1970年4月16日 大阪高等裁判所が家事労働を経済的に評価する判決を出すまで、大阪地裁は同趣旨の判決を繰り返した。
- 4月23-26日 第5回国際婦人会議、西ドイツ主婦連合会主催、主婦連の春野鶴子・神奈川県教育委員の根本アサ出席。
- 5月13-15日 第12回はたらく婦人の中央集会、総評中心、パネルディスカション「ベトナム戦争と私たち」、1952人参加。
- 5月14日 ベトナム話し合いの会、東京数寄屋橋で「花には太陽を、子どもには平和を--ベトナムの戦争をやめさせよう」のカード配る。
- 5月15-16日 第15回全国地域婦人団体研究大会、地婦連主催、「生活を守る力を培う」、1300人参加。
- 5月30日 第12回はたらく婦人の中央集会、婦団連中心、講演「ベトナム侵略戦争とはたらく婦人の任務」。
- 6月7日 山形県高畠町母の会、自衛隊適格者名簿を公開させる。
防衛庁が自衛官募集のために、全国の自治体に住民基本台帳から適齢者を抽出した名簿の作成を要請し、800近くの自治体から名簿の提供を受けていた事実が発覚。
- 6月16日 新婦人、ベトナム人民支援の1円募金100万円を北ベトナムへ贈る。
- 6月21日 明治百年記念東南アジア訪問の青年の船に女子をしめ出す方針に関係団体反発、募集要項発表とりやめ。
翌1968年1月19日 女子も乗せて出港。
- 6月- 文部省主催の校長・教頭等研修会に女子部会を新設。

## 7-9月
- 7月13日 在阪婦人10団体、タクシー冷房料金撤回委員会結成、行政監察局に撤回を要請。
- 7月14日 ILO100号条約「同一価値の労働についての男女労働者に対する同一報酬に関する条約」国会で承認。
- 7月14日 三井三池炭鉱の主婦等、一酸化炭素中毒症特別措置法を要求して坑底に座り込み。7月18日 一酸化炭素中毒患者家族の会、労働省前でハンガー・ストライキ145時間。
7月28日炭鉱災害による一酸化炭素中毒症に関する特別措置法公布。
- 7月19日 今井通子・若山美子、マッターホルン北壁に女性として初めて登頂に成功。
- 7月23日 忍草入会組合の婦人行動隊・忍草母の会の主婦、北富士演習場返還を要求して座り込み開始。
- 7月26日 東京地婦連、区営競馬の廃止要求。
- 7月26日 名古屋市で純潔運動を推進している主婦、「娼婦と戦地慰安婦追悼会」法要を行う。
- 7月30-31日 第13回日本母親大会、東京で、1万3000人参加。
7月- 母親大会を機会に無認可保育所の全国交流会開催。
- 8月2日 食糧管理制度を守る大阪連絡会議、消費者米価値上げ反対・食管制度を守る大阪府民集会、大阪主婦の会など参加。
- 8月15日 戦争はごめん婦人集会、ベトナム話し合いの会など24団体主催、300人参加。
- 8月25日 売春防止活動の婦人相談員の組織である全国婦人相談員連絡協議会、報酬のベースアップ等を厚生大臣に陳情。
- 9月1日 東京飯田橋職業安定所に有能婦人センター、渋谷職業安定所にパートタイマークリエートセンター開設。
- 9月3日 独身婦人連盟結成。
1979年、会員が中心となり、常寂光寺に「女ひとり生き、ここに平和を希う」と記した"女の碑"を建立した。
- 婦人団体で米価値上げ反対運動。
9月4日 総評主婦の会など、座り込み。9月7日 地婦連など4婦人団体、値上げ反対の要望書提出。9月9日 消費者米価値上げ反対国民総決起大会、2万人参加。
10月1日 14.4％値上げ決まる。
- 9月8日 第1回職業病全国交流会、金融共闘（全国金融労働組合共闘会議）等27団体主催。金融業でタイピスト等機械作業に従事する女子労働者が中心。以後毎年開催。
- 9月11-27日 名古屋放送労働組合、30歳定年制撤廃のストライキ決行。
- 9月19日 自民党都連婦人部に「くらしのコンサルタント」発足。
- 9月26日 神戸地方裁判所、豊国産業事件（豊国産業従業員地位確認等請求事件）で、女子だけ結婚を理由に解雇することは男女の差別扱いで公序良俗に反し違反であると判決。

## 10-12月
- 10月1日 東京都、朝夕2時間ずつの長時間保育実施を決定、そのためのパート保母を予算化。従来は午前9時から午後4時までの保育。
- 10月4日 総理府に、婦人関係の諸問題に関する懇談会設置。
- 10月14日 地婦連など、沖縄返還1000万署名運動開始。翌1968年5月 200万署名達成。
- 10月14-15日 婦民、婦人団体連合会（婦団連）からの脱退を決定。
- 10月18日 ミニスカートの女王、ツイッギー来日。森永製菓やトヨタ自動車のCMにも出演。
- 10月30日 鹿児島地方裁判所、少女の交通事故で「母親も監護義務を怠った」と過失相殺の判決
- 11月4日 東京・渋谷の駐車場で行われたゴーゴー大会に女子中高生を中心に1万5000人が参加。全国でゴーゴーブーム。
- 11月7日 「婦人に対する差別撤廃宣言」国連総会で採択。
- 11月10日 警視庁が「寒くなっても性犯罪が減らないのはミニスカートのせいだ」と警告。
- 11月10日 佐藤栄作首相の各省1局削減指示で婦人少年局再び廃止の対象となる。衆参婦人議員懇談会、存続を要望。11月16日 7婦人団体、廃止反対決議。12月1日 労働大臣に陳情。
- 11月10日 労働大臣、「官公庁で婦人の雇用を」と閣議で要望。
- 11月16日-12月7日 第1回中高年齢婦人のための短期職業講習会、東京婦人少年室主催。
- 11月17日 東武交通労働組合、古参車掌の下車勤務の制度化獲得、定年まで働ける職場にと。
- 11月20日 自民党議員135人、中高年齢婦人福祉対策議員連盟を組織。
- 11月21日 第42回全日本テニス選手権大会で、16歳の高校生・沢松和子が優勝。
- 11月- 夫婦同居をかちとる全国連絡会議誕生、別居配転に抵抗している夫婦11組。スローガン「夫婦は夫婦らしく、親子は親子らしく、人間は人間らしく」。
- 12月1日 国鉄労働組合、妊娠に起因する病気は休暇扱いしない協定を獲得。
- 12月6日 母親連絡会、1000万人の物価値上げ反対のはがき運動を決定。
- 12月13日 女子パートタイム雇用に関する専門家会議設置、婦人少年局主催。
- 12月16日 婦人に対する差別撤廃宣言記念集会、国連NGO国内婦人委員会・婦人団体議会活動連絡委員会主催。
- 12月19日 東京地方裁判所、春風堂事件で、「パートタイマーでも勝手に解雇できない」と判決、婦人のパートタイマー勝訴。
洋菓子類の製造・販売業を経営する春風堂が経営不振を理由にパートタイマーを解雇。解雇された従業員が、入社2年の新人正社員が残りパートタイマーだが勤務歴5年の自分が解雇されるのは納得できない、と訴えていた。

## この年
- 女子雇用者1000万人を超す。中高年齢層の増加目立つ。
- 「1966年度国民経済白書」、働く母親の増加と保育所不足・農村での農業基幹従業者の女性化に伴う主婦の労働過重・農夫症の増加などを国民の生活の問題点として指摘。
- 農業就業者男428万・女630万、男女就業者中、主な農業の担当者男386万・女541万。農村主婦の8割が"農夫症"。
- 母親に暴力をふるう子供が急増。
- イギリスで人工流産法成立、中絶自由化の口火切られる。
- 文部省、この年大学卒業者の就職状況発表。就職決定率4年制男子95.3％女子79.3％、短大卒男子93.9％女子79.9％。
- 労働省婦人少年局、1965.5現在パートタイマー調査結果を発表。女子パートを雇用する理由は、若年労働力不足31.4％・特定季節の繁忙23.8％・経費軽減22.8％。
- 厚生省「日本の家庭とその家族の生活」調査結果発表、全国の家庭数2782万2000、平均家庭人員3.51人。義務教育終了までの児童をもつ母の43％が就労、就労する理由の63％は経済上の問題。